# Wilhelm von Kaulbach

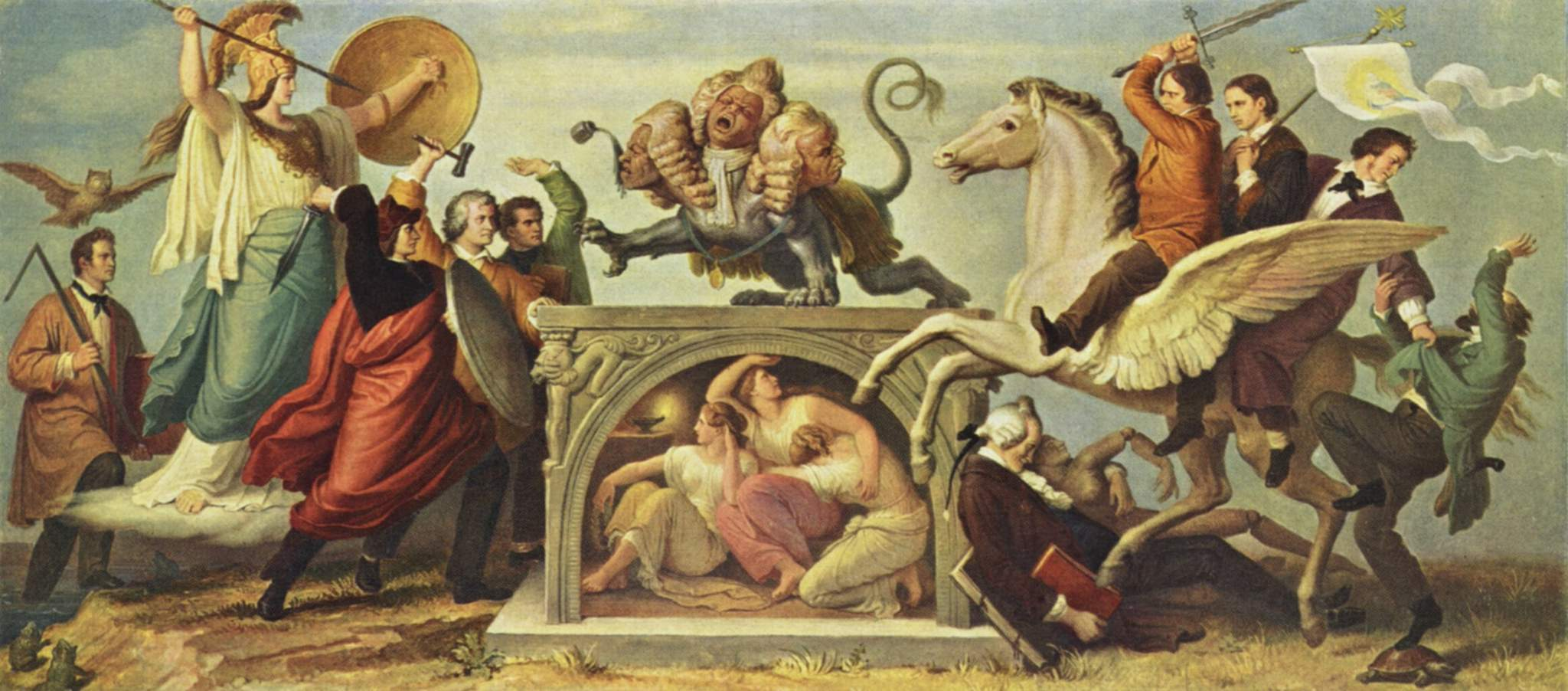
Disegno per l'affresco Kampf gegen die Chimäre der Perückenzeit della Neue Pinakothek, Monaco, 1850.

Wilhelm von Kaulbach (Bad Arolsen, 15 ottobre 1805 – Monaco di Baviera, 7 aprile 1874) è stato un pittore tedesco noto soprattutto per i suoi affreschi e per essere stato un illustratore di libri.

## Biografia

### Studi
Suo padre combinava pittura e incisione nel mestiere di orafo. La famiglia era così povera che lui e sua sorella erano felici di accettare il pane, anche raffermo, che i contadini davano loro in cambio di incisioni del padre. Questo si dice che gli abbia suggerito l'argomento della sua prima opera, La caduta della manna nel deserto. Ma, nonostante tutto, i genitori trovarono i mezzi per inviare Wilhelm, un ragazzo di diciassette anni, ai corsi dell'Accademia di Belle Arti di Düsseldorf, alla quale lo scultore Christian Daniel Rauch aveva fatto ottenere l'ammissione. L'accademia aveva avuto un nuovo impulso sotto la direzione di Peter von Cornelius, di cui divenne allievo. Il giovane Kaulbach dovette lottare contro le difficoltà, anche la fame, ma il coraggio non gli mancò mai, e, unendo genio ad operosità, fu ben presto, soprattutto tra i giovani del partito nazionale, in grado di far rivivere le arti della Germania.

### Murales di Monaco di Baviera
Gli ambiziosi lavori che secondo Ludovico I di Baviera avrebbero dovuto trasformare Monaco di Baviera in una nuova Atene tedesca, offrirono al giovane pittore un'adeguata spinta. A Cornelius era stato commissionato un enorme affresco per la Glyptothek, e la sua abitudine, negli inverni, era quella di realizzare i disegni a Düsseldorf, l'aiuto di Kaulbach e di altri allievi, e nelle estati, accompagnato dai suoi migliori discepoli, eseguire gli affreschi a colori sulle pareti del museo di Monaco di Baviera. Nel 1824 Cornelius divenne direttore dell'Accademia delle belle arti di Monaco di Baviera e Kaulbach, non ancora ventenne, lo seguì prendendo la residenza a Monaco, dove lavorò duramente sulle opere pubbliche, eseguendo commissioni in proprio, e nel 1849, quando Cornelius partì per Berlino, ottenne la direzione dell'accademia, incarico che ricoprì fino alla sua morte.
Kaulbach maturò, sull'esempio dei maestri del Medioevo, la pratica della decorazione murale o monumentale; egli riuscì a far convivere pittura e architettura, e mostrò una fertilità creativa e una disponibilità di risorse mai raggiunta fin dai tempi di Raffaello e Michelangelo. Sotto la direzione di Cornelius, aveva progettato (1825-1828) molti affreschi per i nuovi edifici a Monaco di Baviera, tra cui Apollo e le Muse, per il soffitto dell'Odeon, disegni dalla Battaglia di Hermann di Klopstock e dai poemi di Goethe e Wieland per il palazzo reale. Inoltre illustrazioni puramente classiche della storia di Amore e Psiche, per il palazzo del duca Max (Herzog-Max-Palais), e molte figure allegoriche per le arcate del giardino del palazzo.
All'inizio della serie delle sue molteplici opere giunsero i famosi Narrenhaus, ricordi terribili di un manicomio nei pressi di Düsseldorf; la composizione merita maggior menzione per i punti di contatto con Hogarth. Alla stessa categoria appartengono le illustrazioni di Reineke Fuchs. Dopo Narrenhaus, la sua successiva grande opera fu la Battaglia degli Unni o Battaglia degli spettri che rappresenta la leggenda del combattimento a mezz'aria tra gli spiriti degli Unni e dei Romani caduti davanti alle mura di Roma, nel quale emerge su grande scala il suo talento per il simbolismo e l'allegoria. Il conte polacco Atanazy Raczyński (1788–1874) gli commissionò l'opera in seppia, terminata nel 1837. Il re di Sassonia gli offrì la direzione dell'Accademia di Dresda, con uno stipendio di 2 000 talleri, ma Kaulbach preferì rimanere a Monaco di Baviera, anche se riceveva soltanto 800 fiorini dal re di Baviera.
Queste opere, insieme a figure occasionali o passaggi in complessi dramma pittorici, mostrano come dominanti e irrefrenabili siano stati il senso della satira e il divertimento per la burla nello spirito dell'artista. I suoi personaggi sono rappresentati nella loro ampiezza e nitidezza con gusto acuto, e, a volte con sorrisi sardonici o risate sonore. Così, talvolta, degenera dal grottesco al volgare, dal grandioso al ridicolo, come nella satira della Kampf gegen die Chimäre der Perückenzeit, un affresco all'esterno della Neue Pinakothek.
Eppure queste stravaganze eccezionali non derivavano da debolezza, ma da eccesso di potere. Kaulbach cercò di diventare greco e italiano, ma non raggiunse mai Fidia o Raffaello; in breve, nelle sue vene scorreva il sangue di Dürer, Holbein e Martin Schongauer. L'arte creata a Monaco di Baviera durante la metà del XIX secolo era di tipo quantitativo e tale da precludere la qualità assoluta, e Kaulbach illustrò pannelli e tele per superfici enormi.

### Storia dell'umanità

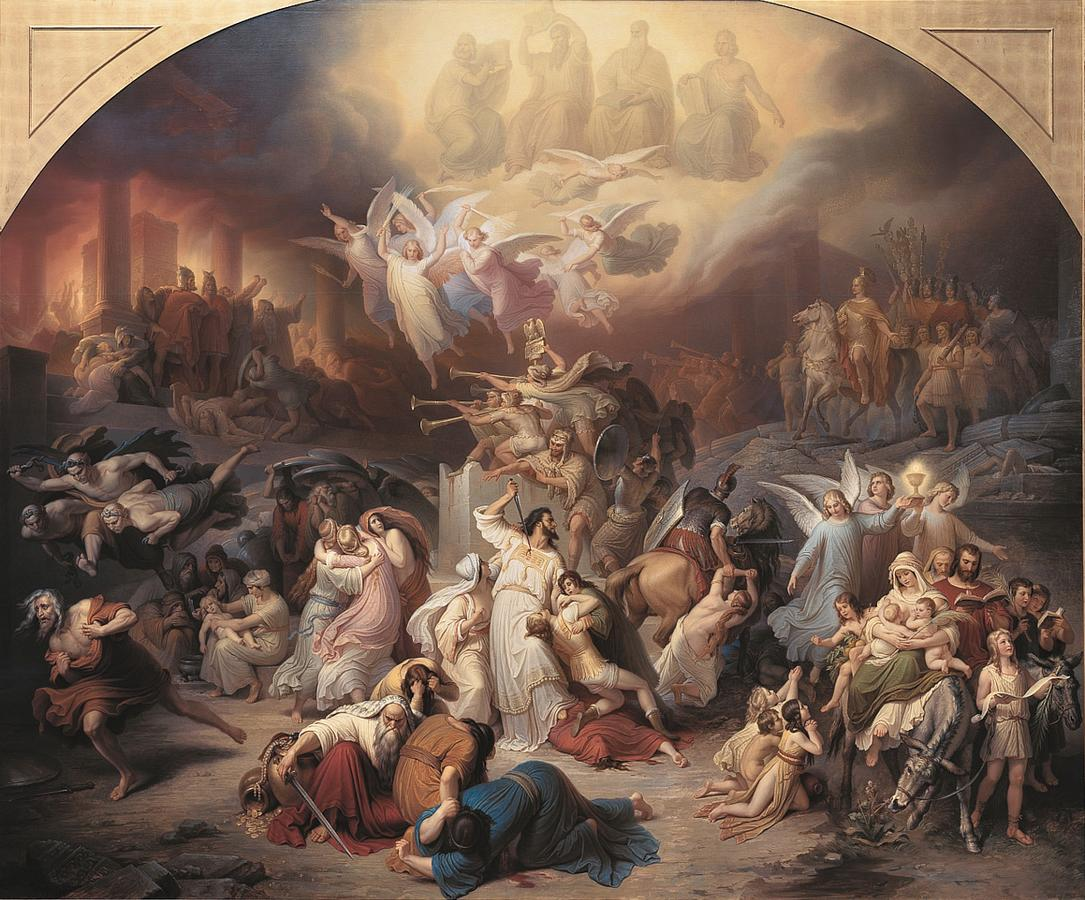
Distruzione di Gerusalemme.

Avendo fino ad allora lavorato quasi esclusivamente a fresco decise di trascorrere qualche tempo a Venezia e un anno a Roma per prepararsi alla pittura ad olio per la Neue Pinakothek, completandola nel 1846. All'incirca nello stesso periodo cominciò i suoi famosi disegni illustrativi della storia del genere umano per il nuovo museo di Berlino, che vennero eseguiti dai suoi allievi e completati nel 1860. Essi sono costituiti da sei affreschi, che rappresentano la Torre di Babele, Omero ed i Greci, la Distruzione di Gerusalemme, la Battaglia degli Unni (Hunnenschlacht - un dipinto che ispirò nel 1857 il poema sinfonico Hunnenschlacht di Liszt), i Crociati alle porte di Gerusalemme, e L'età della Riforma.
Queste grandi tavole, lunghe circa 10 metri, e ciascuna comprende oltre un centinaio di figure a grandezza naturale, sono circondate da piccole composizioni che fanno più di venti in tutto. L'idea è quella di riunire in un unico sito la rappresentazione di drammi storici del mondo relativi alle principali civiltà, e pertanto sono assemblate figure allegoriche di architettura e di altre arti, della scienza e altri ambiti della conoscenza, insieme a legislatori dall'epoca di Mosè, non dimenticando Federico il Grande. Il luogo scelto per questa imponente esposizione didattica e teatrale è la Treppenhaus o grande scalinata nel nuovo museo di Berlino. La superficie è un muro assorbente, appositamente preparato, e il metodo tecnico è quello noto come "acqua-vetro" o "selce liquido ", visto che l'infusione di silice assicura la durata nel tempo. Lo stesso sistema è stato adottato in seguito per le immagini affrescate nelle Camere del Parlamento di Westminster a Londra.
Il suo stile nitido e appariscente gli guadagnò occupazione abbondante come illustratore di libri: nelle pagine dei poeti la sua fantasia divertiva. Tra le sue incisioni sono la galleria di Shakespeare, quella di Goethe e una edizione in folio dei Vangeli. A proposito di questi esempi della scuola di Monaco, è stato asserito che Kaulbach era stato sfortunato nell'aver trovato Cornelius per maestro e re Luigi per committente, che fu portato ad utilizzare soggetti ben lontani dalla sua indole, credendo che la sua ammirazione per essi fosse la stessa cosa che una fonte di ispirazione; e supplì alla mancanza di immaginazione con "un misto di intelletto e di fantasia".
Tuttavia in tali composizioni come nella Distruzione di Gerusalemme e nella Battaglia degli Unni, Kaulbach mostra immaginazione creativa. Come un poeta drammatico che racconta la storia, descrive il carattere, coglie l'azione e la situazione e, quindi, per così dire, prende lo spettatore dalla tempesta. Il modo può essere occasionalmente rumoroso e pieno di sproloqui, ma l'effetto nel suo genere è enorme. Il cartone, come usuale nell'arte moderna tedesca, è superiore a quello dell'immagine finale, ed è stato eseguito dall'artista all'età di trent'anni. In questo periodo, come si può notare, la conoscenza era poco meno che assoluta, sottile il senso della bellezza, giocoso, delicato il tocco e l'intero trattamento artistico.

### Ultime opere

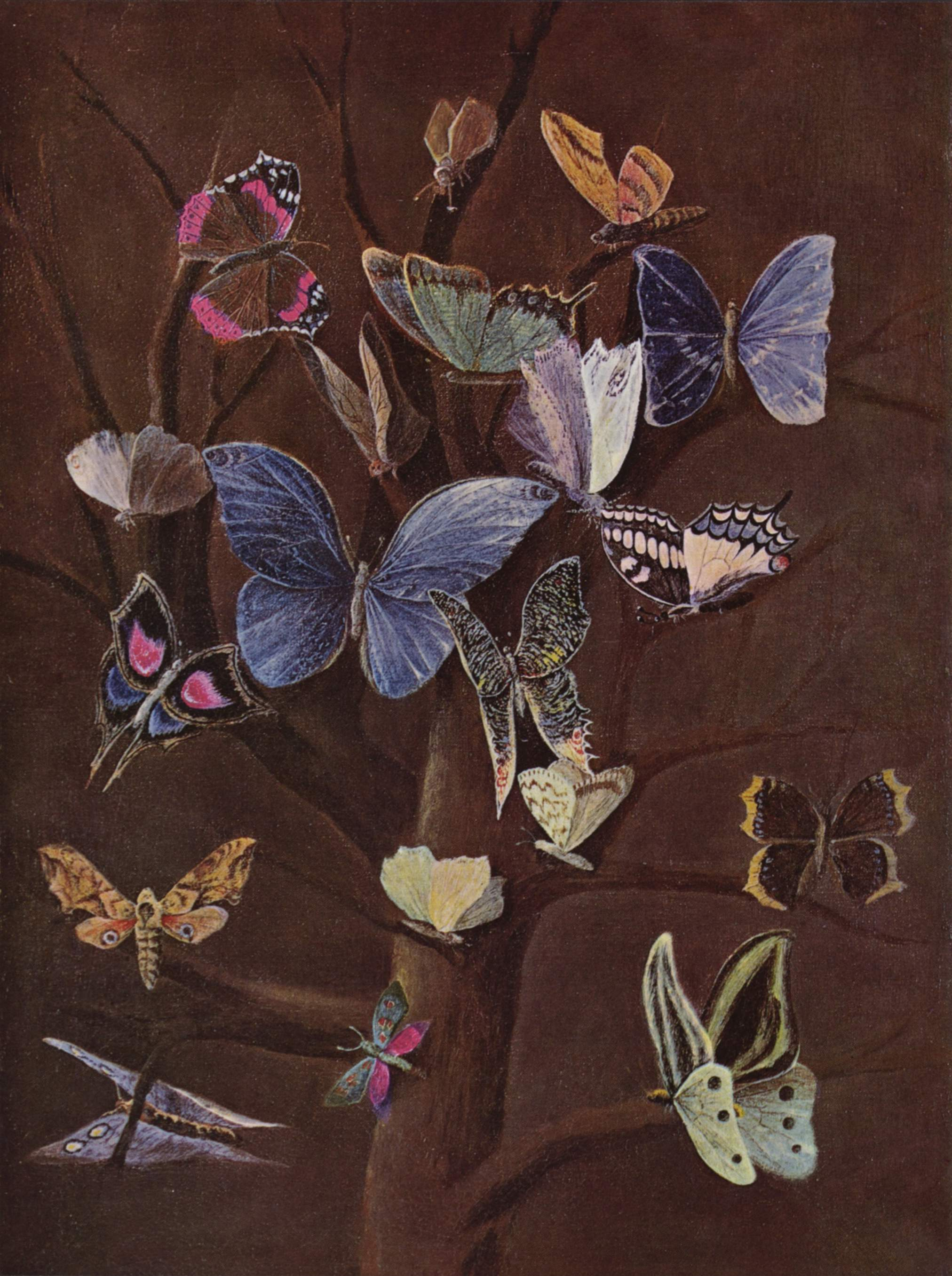
Butterflies, c. 1860.

L'ultimo periodo del pittore non ha portato alcun nuovo elemento, le sue opere ultimate si distinguono per esagerazioni delle prime caratteristiche. La serie di disegni illustrativi di Goethe, che ha avuto un immenso successo, era melodrammatica e assecondava il gusto popolare. La vasta tela, lunga quasi 10 metri, Battaglia navale a Salamina, dipinta per il Maximilianeum di Monaco di Baviera, dimostra la consueta fantasia e facilità di composizione; conserva anche la sua grandiosità e il vigore, ma in questa stupefacente scena tumultuosa la moderazione e la semplicità della natura sono gettati al vento e tutta l'atmosfera è calda e febbricitante
Il suo fervente protestantesimo, che nell'ultima parte della sua vita gli alienò la simpatia di Cornelius, che era un cattolico convinto, è fortemente espresso nel suo Don Pedro de Arbuez, l'inquisitore, che, pubblicato all'epoca del concilio Vaticano I, produsse una grande sensazione e diede origine a molte controversie. Poco prima della sua morte era al lavoro su un grande cartone sul Diluvio ed aveva appena terminato San Michele, patrono della Germania, nelle vesti di un messaggero celeste con aria raggiante di trionfo, e con Napoleone III, suo figlio e parecchi gesuiti rannicchiati ai suoi piedi.
Una fonte documenta che visse a Obere Garten Gasse 16½ a Monaco di Baviera intorno al 1850.  Le sue spoglie sono tumulate nell'Alter Südfriedhof di Monaco di Baviera. Suo figlio Hermann Kaulbach (1846–1909) fu anch'egli un pittore e così il di lui figlio Robert Wilhelm Piloty Kaulbach (1877–1908), a sua volta padre di Fridtjof Kaulbach (1901–1968), uno dei primi attori bambini del cinema muto ad affermarsi in Europa.